# Kreisgericht Darkehmen
Das Kreisgericht Darkehmen war ein preußisches Kreisgericht in der damaligen Provinz Preußen mit Sitz in Darkehmen.

## Geschichte
In Darkehmen bestanden bis 1849 das königliche Land- und Stadtgericht Darkehmen sowie viele Patrimonialgerichte.
1849 wurden in Preußen einheitlich Kreisgerichte geschaffen. Hierbei wurde die Patrimonialgerichtsbarkeit abgeschafft und die Patrimonialgerichte wurden aufgehoben. Auch die eingangs genannten Gerichte wurden aufgehoben und es entstand das Königliche Kreisgericht Darkehmen. Es war für den Landkreis Darkehmen zuständig.
Schwurgerichtssachen wurden beim Kreisgericht Insterburg verhandelt. Am Gericht waren 1870 ein Direktor und vier Kreisrichter eingesetzt. 1870 betrug die Zahl der Gerichtseingesessenen 37.010.
Im Rahmen der Reichsjustizgesetze wurde das Gerichtswesen in Deutschland 1879 vereinheitlicht. Damit wurde das Kreisgericht Darkehmen aufgehoben und das königlich preußische Amtsgericht Darkehmen mit Wirkung zum 1. Oktober 1879 als eines von sechs Amtsgerichten im Bezirk des Landgerichtes Insterburg als Nachfolger gebildet.